# 劳尔·雷耶斯

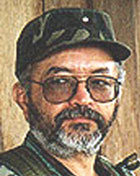
勞爾·雷耶斯

路易斯·埃德加·德維亞·席爾瓦（西班牙語：Luis Edgar Devia Silva，1948年9月30日—2008年3月1日），化名勞爾·雷耶斯（西班牙語：Raúl Reyes），哥倫比亞叛軍名將，生于拉普拉塔。是哥伦比亚革命武装力量－人民军（FARC-EP）南方集团的领导人、秘书处成员、发言人和顾问。他在厄瓜多尔境内由哥伦比亚军队的进行军事行动中丧生，引发了2008年安第斯外交危机（2008 Andean diplomatic crisis）。